# Claude Hettier de Boislambert
Claude André Charles Antoine Marie Hettier de Boislambert, né le 26 juillet 1906 à Hérouvillette (Calvados), mort le 22 février 1986 à Paris, est un résistant français, Compagnon de la Libération, chancelier de cet ordre de 1962 à 1978.

## Biographie

### Jeunesse et études
Claude Hettier de Boislambert est né dans une famille d'ancienne bourgeoisie protestante  originaire de Normandie. Elle est issue de Charles Hettier (né en 1776), maire de Douvres-la-Délivrande, dans le Calvados.
Il fait son collège à Mont-Cauvaire. Il obtient le baccalauréat en 1922. Il suit des études de droit et obtient une licence de droit. Il suit les cours de l'École libre des sciences politiques. 
Par la suite, sa fortune lui permettant un mode de vie aristocratique de propriétaire terrien, il effectue des recherches zootechniques et ethnographiques en Afrique centrale et des séjours en Scandinavie, en Europe centrale et au Proche-Orient.

### Carrière militaire
Mobilisé comme lieutenant de cavalerie en septembre 1939, il sert sur le front de Lorraine, à la tête d'un peloton à cheval dans le 63e groupe de reconnaissance de division d'infanterie. Puis il sert comme officier de liaison à la 1re division blindée britannique lors de l'intervention alliée en Belgique. Sur ordre, il traverse les lignes allemandes, le 20 mai, pour rejoindre le front de la Somme.
Le 16 juin, il embarque à Brest, avec les officiers et sous-officiers sous ses ordres (qui ont accepté de le suivre), à bord d'un navire emmenant des troupes polonaises, et rejoint de Gaulle à Londres. Là, il prend part à l'organisation de son état-major et de son cabinet. Le 6 août, il est envoyé par de Gaulle au Cameroun avec Leclerc et Pleven et rallie ce territoire à la France libre le 26.
Nommé chef d'escadron avant la tentative de débarquement du 23 septembre à Dakar, il mène, lors de l'opération Menace, une mission visant à préparer le ralliement du Sénégal de l'intérieur, contactant plusieurs officiers et administrateurs (notamment Marcel Campistron). Toutefois, après l'échec de la tentative, il est fait prisonnier par les troupes vichystes le 30 septembre. Interné à Dakar puis à Bamako, il est envoyé à la prison de Marseille puis à celle de Clermont-Ferrand et celle de Gannat. Condamné à mort par la cour martiale de Gannat le 13 juin 1941, il voit sa peine commuée en condamnation aux travaux forcés à perpétuité.
Transféré à la prison de Saint-Étienne pour purger sa peine, il retrouve celle de Gannat, d'où il s'évade avec Antoine Bissagnet après vingt-six mois de détention. L'évasion fait d'ailleurs prendre conscience, à Bissagnet et à lui, que les actes de résistance qu'ils ont pu voir méritent une décoration spécifique ; ils proposeront plus tard la création de la médaille de la Résistance française. Après deux mois de vie clandestine en France, il rejoint Londres par avion sur ordre du général de Gaulle dans la nuit du 14 au 15 janvier 1943. Peu après, il participe à la conférence d'Anfa avec de Gaulle.
Nommé lieutenant-colonel, il commande une mission nouvellement créée, la Mission militaire française de liaison administrative (MMLA), qui doit établir et harmoniser les rapports entre les forces alliées et les populations libérées dans le cadre du débarquement allié en Normandie. L'un des premiers à entrer dans Caen et Saint-Lô, il est blessé devant Rennes le 2 août 1944.

### Carrière politique et administrative
Fin 1944, il est nommé à l'Assemblée consultative, où il préside le groupe de la Résistance extra-métropolitaine et devient membre des commissions des Colonies, des Finances et de l'Information, ainsi que rapporteur du budget des colonies.
Nommé le 15 novembre 1945 gouverneur de la Rhénanie, il prend son commandement le 1er décembre. Puis il devient délégué-général quand la partie sud de la Rhénanie prussienne, la Hesse rhénane et le Palatinat rhénan forment le land de Rhénanie-Palatinat, au sein de la zone française d'occupation.
Il en démissionne pour se présenter aux élections législatives françaises de 1951. Élu le 17 juin sur une liste qui obtient 61 249 voix sur 199 487 suffrages exprimés et deux sièges, il est député de la Manche de 1951 à 1956. À l'Assemblée, il devient membre de la commission des Affaires étrangères puis, en 1954, de celle des territoires d'outre-mer. Cette dernière fonction l'amène à faire de nombreux voyages d'études en Afrique.
À l'arrivée du général de Gaulle, il reprend une carrière administrative : il est nommé Haut-représentant de France auprès de la Fédération du Mali le 14 juin 1960, puis auprès du Sénégal (jusqu'en 1962), après l'éclatement de la fédération.
Nommé Chancelier de l'Ordre de la Libération le 22 août 1962 (c'est le premier civil à occuper cette charge) et renouvelé à quatre reprises jusqu'en 1978, il crée le Musée de l'Ordre de la Libération en 1970. Il a également présidé la Commission nationale de la Médaille de la Résistance et l'Association nationale des médaillés de la Résistance.
Il est président du Conseil international de la chasse (CIC) de 1950 à 1959.
Il meurt le 22 février 1986 dans le 13e arrondissement de Paris. Il est inhumé à Sallenelles, dans le Calvados.

## Décorations
|  |  |  |
|  |  |  |

### Intitulés
- Grand-croix de la Légion d'honneur
- Compagnon de la Libération - décret du 13 mars 1943
- Croix de Guerre 39-45
- Médaille de la Résistance avec rosette - décret du 24 avril 1946
- Commandeur des Palmes académiques
- Bronze Star Medal (États-Unis)

## Œuvres
- À travers bois, Paris, Delagrave, 1968, illustré par Maurice Parent.

## Hommages

### Voies ayant reçu son nom
- Allée Claude Hettier de Boislambert à Caen (Calvados). — Voie ouverte au début des années 2000 dans une zone odonymique proche du Mémorial pour la Paix, consacrée à la Seconde Guerre mondiale, la Résistance et la construction Européenne. Elle fut inaugurée le 20 octobre 2006 par Brigitte Le Brethon, alors Député-Maire de Caen, et Pierre Messmer, ancien Premier ministre et Chancelier de  l'Ordre de la Libération, avec les allées Guy Chaumet et Philippe Livry-Level commémorant deux autres Compagnons de la Libération, et s'ouvrant comme la première sur le cours des Français Libres.

## Sources bibliographiques
- Dictionnaire de biographie française, Paris, 1932-2005 [détail des éditions]
- « Claude Hettier de Boislambert », dans Vladimir Trouplin, Dictionnaire des Compagnons de la Libération, Bordeaux, Elytis, 2010. (Notice visible ici).
- « Claude Hettier de Boislambert », La Documentation française, Dictionnaire des parlementaires français (1940-1958), 1988-2005 [détail des éditions] (lire en ligne)
- Qui était qui, XXe siècle, éd. Jacques Lafitte, 2008.
- Michelle Michel, Cinquantenaire de l'Ordre de la Libération : 1990, Paris (51 bis Bd de la Tour-Maubourg, 75007, Musée de l'Ordre de la Libération, 1990, 607 p. (ISBN 978-2-950-51910-8), p. 50-54.